# Pedro Abarca
Pedro Abarca (Jaca, 16 de julho de 1619 – Palência, 23 de agosto de 1697) foi um teólogo e historiador espanhol. Entrou para a Sociedade de Jesus no ano de 1641.
Foi professor de escolástica, teologia e moral na Universidade de Salamanca. Deixou uma quantidade apreciável de obras teológicas.